# Randy Blythe
Pour les articles homonymes, voir Blythe.
David Randall "Randy" Blythe (né le 21 février 1971) est un chanteur, musicien et acteur américain, plus particulièrement connu comme chanteur du groupe de thrash/death/speed metal Lamb of God, groupe majeur de la scène metal américaine depuis les années 2000. Le groupe a vendu plus de 2 millions d'albums à travers le monde à ce jour.
Il fait une apparition dans un des albums du groupe de metal français Gojira : The Way of All Flesh, sur la chanson Adoration for None, ainsi qu'en duo avec Overkill sur leur album Immortalis, dans la chanson Skull And Bones.
En tant qu'acteur, il a décroché un des rôles principaux pour le film The Graves qui est sorti en 2010, jouant le personnage nommé Luke.
De juin à août 2012, Randy Blythe était détenu par les autorités tchèques pour homicide involontaire. Il lui était reproché d'avoir poussé un spectateur de 19 ans, Daniel Nosek, durant un concert à Prague en 2010. Cette chute avait entrainé la mort du jeune homme. Randy Blythe a été libéré de prison le 2 août 2012, après le versement d'une caution de 237 000 euros (8 millions de couronnes).
Le mardi 5 mars 2013, le tribunal de Prague a déclaré Randy Blythe non coupable d'homicide involontaire.
En raison des problèmes de santé de leur chanteur Mike Williams, Eyehategod fait appel en 2016 à Blythe pour le remplacer le temps d'une tournée américaine en ouverture de Discharge.

## Filmographie
- The Graves (2010)
- Paradise City (2021)

## Discographie

### AvecBurn the Priest
- Demo Tape (1995)
- Split with ZED (1997, Goatboy Records)
- Demo (1997)
- Split with Agents of Satan (1998, Deaf American Recordings)
- Sevens and More (1998, mp3.com)
- Burn the Priest (1999, Legion Records)
- Legion: XX (2018, Epic Records)
- Inherit the Earth / In the Meantime (2018, Epic Records) (Célibataire)

### AvecLamb of God
- New American Gospel (2000, Prosthetic Records)
- As the Palaces Burn (2003, Prosthetic Records)
- Ashes of the Wake (2004, Epic Records)
- Killadelphia (Live) (2004, Epic Records)
- Sacrament (2006, Epic Records)
- Wrath (2009, Epic Records)
- Resolution (2012, Epic Records)
- VII : Sturm Und Drang (2015)
- The Duke, EP (2016)
- Memento Mori (2020)
- Omens (2022)

### Avec Halo of Locusts
- For the Sick (2007, Emetic Records)

### Apparitions d'invités et autre travail
- 2003 - Haste - God Reclaims His Throne (de The Mercury Lift)
- 2004 - Gollum - Cross-Pollenation (de Lesser Traveled Waters)
- 2004 - Bloodshoteye - F.U.B.A.R. (extrait de Without Any Remorse)
- 2004 - Bloodshoteye - "Bad Trip" (de "Without Any Remorse")
- 2005 - A Life Once Lost - "Vulture" (de "Hunter")
- 2006 - Bloodshoteye - An Unrelenting Assault (producteur) (voix) (Crédité comme D. Randall Blythe)
- 2007 - Overkill - Skull and Bones (de Immortalis) (Crédité comme D. Randall Blythe)
- 2007 - A Life Once Lost - "Pigeonholed" (de "Iron Gag")
- 2008 - Gojira - "Adoration for None" (extrait de "The Way of All Flesh")
- 2008 - Pitch Black Forecast - "So Low" (de Absentee)
- 2009 - Gollum - " Diggin " (de "The Core" (Crédité comme Silky Johnson)
- 2009 – Shadows Fall – « King of Nothing » (de Retribution)
- 2009 – The Kris Norris Project – Icons of the Illogical)
- 2010 - Downspell - Soumission (de 7 Dead, 6 Wounded...) (EP)
- 2010 - Volbeat - "Pool of Booze, Booze, Booza (Live)" (extrait de "Beyond Hell/Above Heaven Limited Edition") (Danish, Denmark)
- 2011 - Jamey Jasta (Hatebreed) - Enslaved, Dead Or Depraved (de Jasta)
- 2012 – 閃靈 – « 皇軍 (Takao) » (de "醒靈寺大決戦 (Final Battle at Sing Ling Temple)"
- 2012 – 閃靈 – « 震洋 (Oceanquake) » (de "醒靈寺大決戦 (Final Battle at Sing Ling Temple)"
- 2012 - Cannabis Corpse - Cory Smoot Memorial Show
- 2012 - Obsessor - In Fear of The End (Single)
- 2012 - A Life Once Lost - "Ecstatic Trance" (producteur)
- 2012 - Suicide Silence - You Only Live Once (extrait de Ending Is the Beginning (Mitch Lucker Memorial Show - 12.21.12))
- 2013 - I Am Duckeye - Husband (photographie)
- 2014 - Madball - Hardcore Lives (photographie)
- 2014 - Pitch Black Forecast/Bitch Wrangler - So Low (Diviser) (de "As the World Burns")
- 2015 – Teenage Time Killers – « Hung Out to Dry » ("Greatest Hits Vol. 1")
- 2015 - Metal Allegiance - Gift of Pain (de Metal Allegiance)
- 2016 – Sourvein – Ocypuss (de Aquatic Occult)
- 2016 – Sourvein – Oceanic Procession (de Aquatic Occult)
- 2016 - Westfield Massacre - "Underneath the Skin" (de Westfield Massacre)
- 2016 - Deafheaven - "Dream House" (Hollywood, California)
- 2016 - Oni - "The Only Cure" (de "Ironshore")
- 2017 - Suicide Silence - Self titled album (photographie)
- 2017 - Body Count - Walk With Me... (extrait de Bloodlust)
- 2017 – Doyle – « Virgin Sacrifice » (de As We Die)
- 2018 - DevilDriver - Whiskey River (Willie Nelson Cover) (extrait de Outlaws 'till the End : Vol. 1)
- 2018 – DevilDriver – Ghost Riders in the Sky (Stan Jones Cover) (extrait de Outlaws 'till the End : Vol. 1)
- 2018 - Soulfly - Death Beyond the Eyes (extrait de Ritual)
- 2018 – 閃靈 – 失落的令旗 (de 政沿 (Champs de Battlefields of Asura))
- 2019 - Mark Morton - « The Truth is Dead » (de Anesthetic)
- 2019 – Eluveitie – Worship (de Ategnatos)
- 2020 - Enterprise Earth - Foundation of Bones (écrivain)
- 2020 – Saudade – « Lions » (de Lions)
- 2020 - Clutch - Passive Restraints (de Weathermaker Vault Series (Volume 1)
- 2021 – Voodoo Glow Skulls – The Walking Dread (de « Livin' the Apocalypse »)
- 2021 - Two Minutes to Late Night - I Would Die 4 U (de Covers Vol. 8)
- 2021 – Saudade – Day of the Lords (de Day of the Lords)
- 2021 – Me and That Man – Silver Haide Echoes (extrait de New Man, New Songs, Same Shit Vol. 2)
- 2022 - Mutually Assured Destruction - Spirit Liberation (de Ascension)
- 2022 - Oni - Oni (de Loathing Light)
- 2022 - Black Cross Motel - We Are 138 (de Hex)
- 2024 - P.O.D. - Drop (de Veritas)
- 2024 - Lacuna Coil - Hosting the Shadow (feat. Lamb of God et Randy Blythe) (de Sleepless Empire)
- 2025 - Alien Weaponry - Taniwha (feat. Randy Blythe) (de Te Rā)
- 2025 - Malevolence - In Spite (feat. Randy Blythe) (de Where Only the Truth Is Spoken)